# Carambola ai Giochi mondiali 2025
Le competizioni di carambola ai Giochi mondiali 2025 si sono svolte dal 10 al 14 agosto 2025 presso il Lago Qinglong di Chengdu, in Cina.

## Podi
| Specialità           | Oro                   | Argento         | Bronzo          |
| Maschile (dettagli)  | Cho Myung-woo         | Sameh Sidhom    | Martin Horn     |
| Femminile (dettagli) | Therese Klompenhouwer | Ayaka Miyashita | Jackeline Perez |

## Medagliere
| Posiz. | Nazione       | Oro | Argento | Bronzo | Totale |
| ------ | ------------- | --- | ------- | ------ | ------ |
| 1      | Corea del Sud | 1   | 0       | 0      | 1      |
| 1      | Paesi Bassi   | 1   | 0       | 0      | 1      |
| 3      | Egitto        | 0   | 1       | 0      | 1      |
| 3      | Giappone      | 0   | 1       | 0      | 1      |
| 5      | Germania      | 0   | 0       | 1      | 1      |
| 5      | Perù          | 0   | 0       | 1      | 1      |
| Totale | Totale        | 2   | 2       | 2      | 6      |